# Chiloquin
Chiloquin és una població dels Estats Units a l'estat d'Oregon. Segons el cens del 2000 tenia 716 habitants. Chiloquin és la capital de la Reserva índia Klamath.

## Demografia
Segons el cens del 2000, Chiloquin tenia 716 habitants, 257 habitatges, i 173 famílies. La densitat de població era de 345,6 habitants per km².
Dels 257 habitatges en un 40,5% hi vivien nens de menys de 18 anys, en un 39,3% hi vivien parelles casades, en un 21,4% dones solteres, i en un 32,3% no eren unitats familiars. En el 24,1% dels habitatges hi vivien persones soles el 10,1% de les quals corresponia a persones de 65 anys o més que vivien soles. El nombre mitjà de persones vivint en cada habitatge era de 2,79 i el nombre mitjà de persones que vivien en cada família era de 3,34.
Per edats la població es repartia de la següent manera: un 34,9% tenia menys de 18 anys, un 7% entre 18 i 24, un 23,6% entre 25 i 44, un 22,8% de 45 a 60 i un 11,7% 65 anys o més.
L'edat mediana era de 34 anys. Per cada 100 dones de 18 o més anys hi havia 92,6 homes.
La renda mediana per habitatge era de 20.688$ i la renda mediana per família de 21.250$. Els homes tenien una renda mediana de 29.167$ mentre que les dones 18.750$. La renda per capita de la població era de 9.604$. Aproximadament el 33,5% de les famílies i el 31,2% de la població estaven per davall del llindar de pobresa.

## Poblacions més properes
El següent diagrama mostra les poblacions més properes.